# Катаріна Шведська
Катаріна Шведська (швед. Katarina av Sverige , або швед. Katarina Karlsdotter Vasa; 10 листопада 1584, Нючепінг — 13 грудня 1638, Вестерос) — шведська принцеса з династії Ваза. У шлюбі — герцогиня Пфальц-Цвейбрюккена, дружина свого троюрідного брата Йоганна Казимира Пфальц-Цвейбрюкен-Клеебургского. Регентка Швеції.

## Біографія

### Ранній період
Катаріна була дочкою шведського короля Карла IX і його першої дружини Анни Марії Пфальцької. Сімейні відносини її батьків можна описати як «щасливий союз її батька — влади і мудрості, та її матері — спокою і смирення». Мати померла в 1589 році, дівчинка була віддана на виховання німецький фрейліні Євфросинії Хельдине фон Диффенау, про яку Катаріна пізніше дуже тепло відгукувалася. У 1592 році її батько одружується з Кристіною Гольштейн-Готторпською. За наявними даними, принцеса добре ладнала з мачухою і була близька зі зведеними братами і сестрами, особливо з майбутнім королем Густавом II Адольфом.
Катаріна вступила в шлюб досить пізно для принцеси свого часу. Хоча вона була спадкоємицею шведського трону, її статус на міжнародному шлюбному ринку був невизначеним через політичну ситуацію в Швеції — у зв'язку з тим, що її батько відвоював трон у свого племінника Сигізмунда. Шлюб її батьків був укладений також як політичний союз з антигабсбурзькою партією в Німеччині, яка у свою чергу була в союзі з королем Генріхом IV Французьким і французькими гугенотами. У зв'язку з цим у 1599—1600 роках були плани влаштувати шлюб між нею і протестантським французьким принцом Генріхом, герцогом де Роган, одним з лідерів французьких гугенотів. Однак Генріх одружився з іншою у 1603 році. За підтримки її мачухи, вдовуючої королеви Кристіни, архієпископ Бременський влаштував шлюб між Катаріною та її далеким родичем Йоганном Казимиром Пфальц-Цвейбрюкенським. Хоча він був порівняно бідний, у Йоганна Казимира були зв'язки в Німеччині, які вважалися цінними для Швеції (хоча граф Аксель Оксеншерна і виступав проти шлюбу). Весілля відбулося 11 червня 1615 року в Стокгольмі. Катаріна була згідно з «Закону про посаг шведських принцес» однію з найбагатших спадкоємиць у Швеції. Оскільки економічна ситуація в той час була напруженою, Катаріна залишилася в Швеції в перші роки після шлюбу з тим, щоб захистити свої інтереси. У січні 1618 року вона виїхала до Німеччини. Там подружжю був переданий замок Клебург у Північному Ельзасі в якості резиденції. Рік потому Йоганн Казимир почав будувати нову резиденцію, палац у стилі епохи Відродження Катаріненбург біля Клебурга. У 1620 році Тридцятирічна війна змусила подружжя втікати до Страсбургу. 

### Повернення до Швеції
1622 року її брат, король Густав II Адольф, попрохав Катаріну повернутися до Швеції разом з родиною. Після смерті свого молодшого брата, а також через відсутність спадкоємців шведського престолу це, очевидно, і було причиною, по якій монарх побажав переселити її в місце, безпечне від мінливостей Тридцятилітньої війни. Катерина прийняла запрошення і прибула до Швеції з родиною в червні 1622 року. Після повернення та народження у неї сина Карла негайно зміцнилися її позиції. У Швеції Катаріні та її чоловіку було надано замок і графство Стегеборг — в якості оплати частини посагу. Катаріна і Йоганн Казимир оселилися у Стегеборзі, де жили зі своїм двором з королівською пишнотою. Так, при дворі Катаріни перебували 60 фрейлін і статс-дам. Катаріна активно займалася управлінням цього володіння, і в 1626 році був виданий особливий указ, який закріпив Стегеборг як її особистий феод.
Катаріна була в дуже гарних відносинах зі своїм братом-королем Густавом II Адольфом. Під час своїх поїздок він часто просив її — разом з його дружиною, королевою Марією Елеонорою — займатися управлінням країною. Катаріна була схильна до інтриг, їй доводилося судитися з деякими представниками аристократії, які намагалися очорнити її ім'я в очах королівської пари, однак їй вдалося уникнути звинувачень. Була в добрих стосунках з династіями Пфальца і Бранденбурга, з якими вона листувалася. У 1631 р., Катаріні на виховання передали її племінницю принцесу Христину, спадкоємицю престолу, коли королеві було дозволено приєднатися до короля в Німеччині, де він брав участь у Тридцятирічній війні. Христина залишалася під її опікою до тих пір, поки Марія Елеонора не повернулася до Швеції, після смерті Густава II Адольфа в 1632 році. Після смерті короля Густава II Адольфа у подружжя виник конфлікт з опікуном уряду королеви Христини — через їх майновий стан та права на Стегеборг. Тоді Йоганн Казимир порушив рішення королівської ради, і в 1633 році подружжя пішло зі Стегеборга.
Катаріна не виявляла інтересу до політики і не брала участі в державних справах. У 1636 році, однак, вдовуюча королева Марія Елеонора була визнана непридатною як опікунка і була позбавлена прав опіки щодо молодого монарха. У зв'язку з цим Катаріна була призначена офіційною опікункою і прийомною матір'ю, як і вихователькою молодої королеви. Призначення було зроблене за рекомендацією графа Акселя Оксеншерни. Катаріна, як повідомляється, прийняла це завдання з небажанням, оскільки воно зруйнувало її стосунки з Марією Елеонорою. Роки катаріниного догляду Христина описувала як щасливі. Герцогиня Катаріна особисто користувалася великою повагою і популярністю в Швеції як член королівської родини і як прийомна мати монарха, проте це особливе положення ніяк не поширювалося на її чоловіка. Йоганн Казимир у своїй поведінці був сам обережним, так як відчував різницю в положенні своєму і своєї дружини-регентки королівства. Так, під час відкриття парламенту в 1633 році, за побажанням королівського ради Катерина йшла у процесії поряд з королевою Христиною, її чоловікові було запропоновано на вибір: або стояти і спостерігати за церемонією з вікна, або не бути взагалі.
Катаріна померла в Вестеросі, куди королівський двір втік від епідемії чуми в Стокгольмі. Після її смерті перший міністр Швеції граф А. Оксенштерна сказав, що він волів би поховати власну матір два рази, ніж в черговий раз бачити «передчасну смерть цієї благородної принцеси».

## Родина
Чоловік — Йоганн Казимир, пфальцграф Пфальц-Цвейбрюкен-Клеебурзький
Діти:
- Крістіна Магдалена (1616—1662) — одружена з Фрідріхом VI, маркграфом Баден-Дурлаха. Король Швеції Адольф Фредерік був її правнуком
- Карл X Густав (1622—1660) — король Швеції
- Марія Єфросинія (1625—1687) — одружена з графом Магнусом Габріелем де ла Гарді
- Елеонора Катерина (1626—1692) — одружена з Фрідріхом, ландграфом Гессен-Ешвеге
- Йоганн Адольф I (1629—1689) — граф Пфальц-Клеебурга